# Compagnie du Nord-Belge
Die Compagnie du Nord-Belge (NB) war eine Tochtergesellschaft der französischen Compagnie des chemins de fer du Nord (NORD), die ab 1854 mehrere kleinere vorher eigenständige Bahngesellschaften in Belgien übernahm und bis 1940 betrieb.

## Geschichte

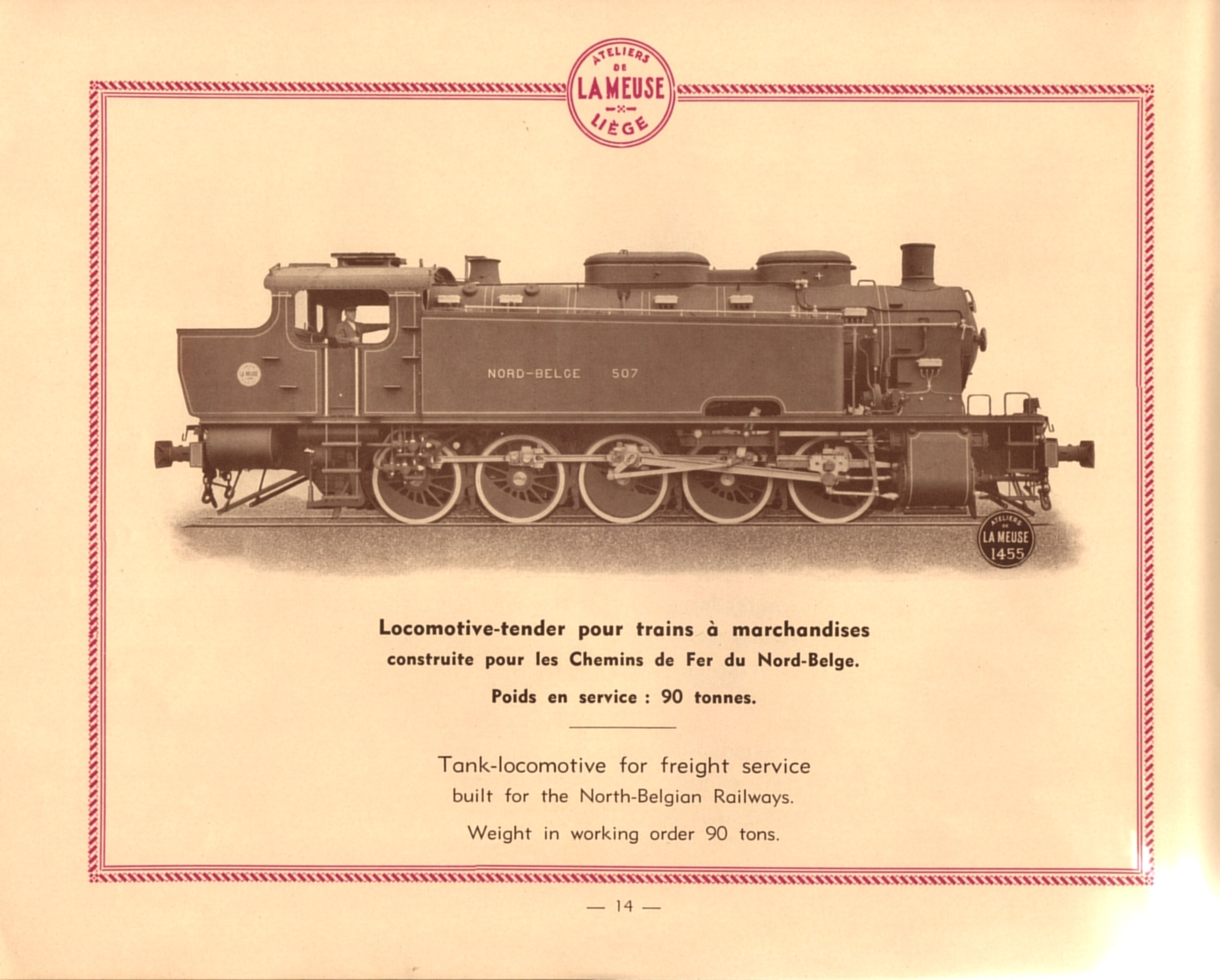
Eine von 20 Lokomotiven die ab 1931 im Einsatz waren

Zwischen 1854 und 1857 übernahm die französische NORD drei kleinere Eisenbahngesellschaften, die in finanzielle Schwierigkeiten gekommen waren. Die Gesellschaften hatten ihren Sitz in Belgien, wurden aber alle mit britischem Kapital gegründet.
Dies waren zum einen die Chemin de fer de Charleroi à la frontière de France, mit der 1852 eröffneten Bahnstrecke Charleroi–Erquelinnes (30,8 km), die Chemin de fer de Mons à Hautmont et de Saint-Ghislain mit der 1857 eröffneten Strecke von Mons nach Hautmont (15,9 km) und die Chemins de fer de Namur à Liège et de Mons à Manage avec leurs extensions zwischen Lüttich und Namur, 1851 eröffnet, ab 1863 weiter bis nach Givet in Frankreich (122 km).
Die Gesamtlänge der in der Normalspurweite gebauten Strecken betrug 169 km. Alle Linien waren doppelgleisig, mit Ausnahme eines knapp 33 km langen Teiles der Strecke Namur–Givet.
Der Sitz der Gesellschaft war in Paris, vereinigt mit der französischen NORD. Die unmittelbare Leitung übernahm die dafür gegründete Tochtergesellschaft Compagnie du Nord-Belge (kurz mit „Nord-Belge“ oder „NB“ bezeichnet) mit Sitz in Lüttich.
1875 schloss die NB mit der seit 1871 in finanziellen Problemen befindlichen Chemin de fer de Chimay (CH) eine Kooperationsvereinbarung. Gegen Zahlung eines festen jährlichen Betrages an die CH konnte die NB die Strecke benutzen und somit ihre vorhandenen Strecken besser an das französische Netz anbinden. Die NB übernahm zudem auch die Wartung und Reparatur der Lokomotiven und Wagen der CH und stellte bei Bedarf weitere Lokomotiven zur Verfügung.
Bedingt durch den Zweiten Weltkrieg übernahm 1940 die belgische Regierung die Kontrolle über die Strecken. Nach Kriegsende folgten lange Verhandlungen zwischen der Gesellschaft und der belgischen Regierung. Um 1948 einigte man sich auf die Bedingungen der Übernahme und legte rückwirkend den 10. Mai 1940 als Tag der Verstaatlichung fest.

## Fahrzeuge

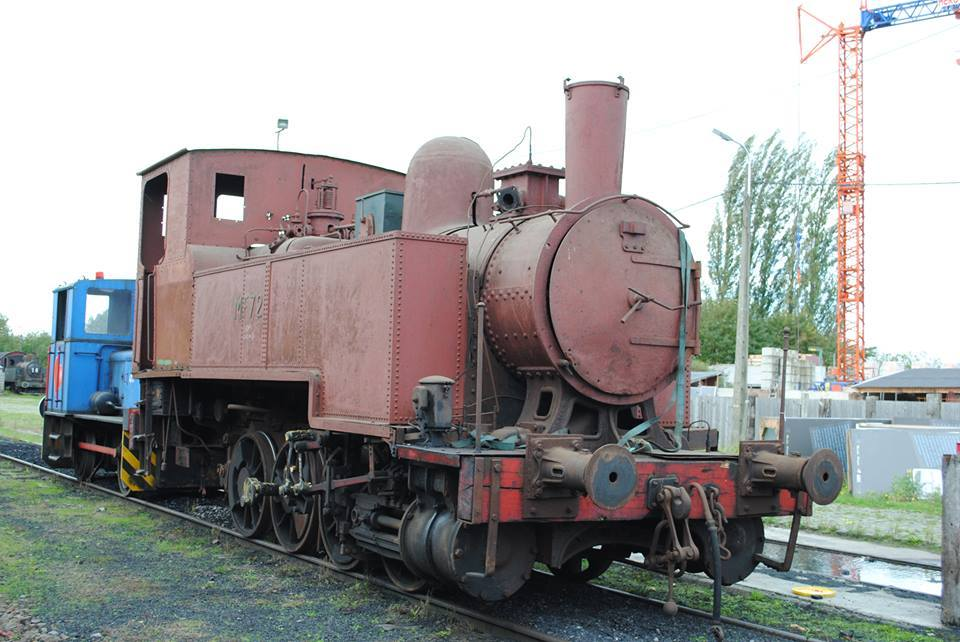
Erhaltene Lokomotive Nr. 615

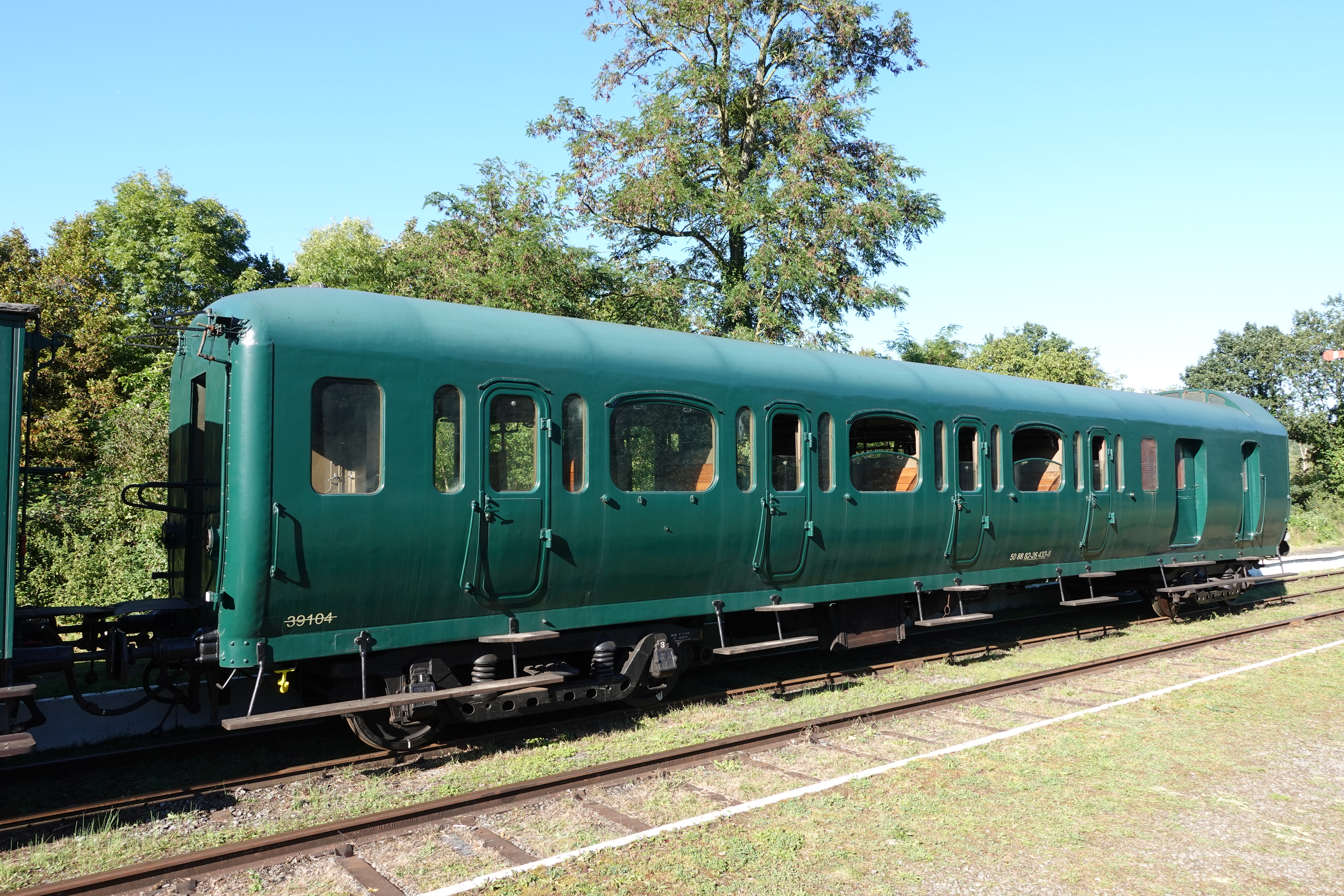
Erhaltener Personenwagen im Museum Train World

Die NB war 1882 im Besitz von 195 Dampflokomotiven, 137 Personenwagen und 4066 Güterwagen. 1936 verfügte sie über 161 Lokomotiven, 245 Personenwagen und 5879 Güterwagen. Bei der Verstaatlichung am 10. Mai 1940 übergab sie neben 150 Dampflokomotiven, eine unbekannte Zahl an Personenwagen, 96 Gepäckwagen und 5544 Güterwagen an die Nationale Gesellschaft der Belgischen Eisenbahnen (SNCB).
Güterwagen waren, wie die Wagen der französischen NORD, dunkelschiefergrau gestrichen und hatten weiße Beschriftungen mit roter Schattierung. Sie trugen, wie die Lokomotiven, das Eigentumsmerkmal „NORD BELGE“ auf den Wagenseiten und den Langträgern. Zusätzlich war auf den Wagenseiten der Name der jeweiligen Strecke angebracht. („Mons–Hautmont“, „Charleroi–Erquelinnes“ bzw. „Liége–Givet“) Bei der Linie Liége–Givet waren zusätzlich die Kastenleisten weiß gestrichen.
1899 entstand in den bahneigenen Werkstätten in Charleroi ein spezieller Drehgestellwagen mit 35 Tonnen Tragkraft zum Transport von großen und schweren Lasten. Dieser Wagen war der erste Güterwagen in Belgien der mit Diamond-Drehgestellen ausgestattet war. Der Wagen mit der Nummer 7000 wurde 1900 bei der Weltausstellung in Paris ausgestellt (siehe: Liste von Eisenbahnwagen auf der Weltausstellung Paris 1900). Ab 1905 wurden auch bei den Belgischen Staatsbahnen ähnliche auf diesem Wagen basierende Flachwagen nach Musterblatt 98A in Dienst gestellt.

## Trivia
Zu Beginn des 20. Jahrhunderts förderte die NB die Blumendekoration von Bahnhöfen. Sie lud ihre Mitarbeiter zur Aussaat und Pflanzung ein und gab Zuschüsse für den Kauf von Saatgut. Auch suchte die Gesellschaft den Kontakt zu Gärtnereien um den Bahnhofsmitarbeitern kostenlose Rank- und Kletterhilfen zur Verfügung stellen zu können. Die so begrünten blühenden Bahnhöfe kamen bei den Fahrgästen gut an und ab 1906 übernahmen auch die Belgischen Staatsbahnen dieses Konzept.